# Прапор Хажина
Прапор Ха́жина — офіційний символ села Хажин Бердичівського району Житомирської області, затверджений 17 травня 2011 р. рішенням № 58 VII сесії Хажинської сільської ради VI скликання.

## Опис
Квадратне зелене полотнище, на якому жовте колесо супроводжується навколо сімома білими трояндами з жовтими серединками і чашолистиками у вигляді квітки у 3/5 висоти прапора і вгорі по одній білій восьмипроменевій зірці у 1/5 висоти прапора.
Автори — В.Сватула, Н.Семенюк.